# Nicholas Edward Brown
Nicholas Edward Brown (Redhill, 11 luglio 1849 – Kew Gardens, 25 novembre 1934) è stato un botanico britannico.
È autore di importanti opere di tassonomia riguardanti in particolare le piante succulente, ma è anche esperto in diverse famiglie botaniche, tra cui le Asclepiadaceae, le Aizoaceae, le Labiatae e la flora del Capo, in Sud Africa. 

## Biografia
Inizia la sua carriera nel 1873 come assistente dell'Herbarium dei Kew Gardens, del quale rivestirà successivamente, dal 1909 al 1914, il ruolo di assistente curatoriale.  
Nel 1911 pubblica Flora of Tropical Africa e nel 1931 lavora ad una revisione del genere botanico Mesembryanthemum, in concomitanza con delle illustrazioni di piante succulente, accompagnate da annotazioni dettagliate.  
Viene insignito della Captain Scott Memorial Medal dalla South African Biological Society in riconoscimento del suo lavoro sulla flora locale e nel 1932 di un D.Sc. (Doctor of Science) onorario, conferitogli dall'Università del Witwatersrand.  
Pubblica principalmente su Kew Bull e Flora Capensis e sposa la figlia di Thomas Cooper (1815–1913), anch'egli botanico ai Kew Gardens.   
Otto Kuntze gli ha dedicato il genere Nebrownia delle Araceae, mentre Schwantes ha battezzato in suo onore il brownanthus, genere appartenente famiglia delle Aizoaceae.